# Hem Thon Ponleu
Hem Thon Ponloeu (ur. 22 października 1990, Phnom Penh) – kambodżański pływak, dwukrotny olimpijczyk.
Dwukrotnie reprezentował swój kraj na igrzyskach olimpijskich: w 2008 na igrzyskach w Pekinie - startował na 50 m stylem dowolnym (odpadł w eliminacjach z czasem 27.39 s.) i w 2012 na igrzyskach w Londynie - również na 50 m stylem dowolnym (odpadł w eliminacjach z czasem 27.03 s.).
Jest wujem Hem Thon Vitiny - również pływak i olimpijczyk.